# Альдоса (футбольный клуб)
«Альдоса» (кат. Aldosa) — бывший андоррский футбольный клуб из одноимённого населённого пункта, выступавший в двух чемпионатах Андорры.

## История
Команда принимала участие в чемпионате Андорры 1995/96, который впервые прошёл под эгидой УЕФА. Клуб назывался «Монтанбальдоса» и провёл 18 игр, в которых одержал 9 побед и 1 раз сыграв вничью, набрав при этом 25 очков. В итоге клуб занял 4 место. В следующем сезоне команда играла под названием «Альдоса» и заняла 5 место, однако в итоге покинула высший дивизион.

## Названия
- 1995—1996: «Монтанбальдоса»
- 1996—1997: «Альдоса»

## Статистика
| Сезон   | Дивизион        | Место в чемпионате | И  | В  | Н | П | ГЗ | ГП | О  | Кубок Андорры | Примечание |
| ------- | --------------- | ------------------ | -- | -- | - | - | -- | -- | -- | ------------- | ---------- |
| 1995/96 | Примера Дивизио | 4                  | 18 | 9  | 1 | 8 | 36 | 29 | 25 |               |            |
| 1996/97 | Примера Дивизио | 5                  | 22 | 10 | 3 | 9 | 34 | 37 | 33 |               | Понижение  |